# Hierodula pulchripes
Hierodula pulchripes är en bönsyrseart som beskrevs av Werner 1930. Hierodula pulchripes ingår i släktet Hierodula och familjen Mantidae. Inga underarter finns listade i Catalogue of Life.